# Michael Weatherly
Michael Manning Weatherly, Jr. (New York, 1968. július 8.) amerikai színész. 
Legismertebb szerepe Anthony DiNozzo különleges ügynök az NCIS című sorozatban.

## Életrajza
New Yorkban született, Patricia és id. Michael Weatherly gyermekeként. A connecticutbeli Fairfieldben nőtt fel. A massachusettsbeli north andoveri Brooks Középiskolában érettségizett 1986-ban.

### Karrierje
Pályafutását kisebb televíziós szerepekben kezdte. Feltűnt például a Cosby-ban Theo Huxtable szobatársaként, valamint a The City és a Loving című sorozatok epizódjaiban. A Botrány TV volt az első mozifilmje.
Szerepelt a két évadot megélt Sötét angyal című sorozatban. Alakításáért három díjra is jelölték. A forgatás során partnerével, Jessica Alba színésznővel el is jegyezték egymást, melyet azonban később felbontottak.
2003–2024 között Anthony 'Tony' DiNozzo szerepét alakította az NCIS című sorozatban.

## Filmográfia

### Film
| Év   | Magyar cím                 | Eredeti cím            | Szerep                 | Magyar hang     |
| ---- | -------------------------- | ---------------------- | ---------------------- | --------------- |
| 1997 | Botrány TV                 | Meet Wally Sparks      | Dean Sparks            |                 |
| 1998 | A diszkó végnapjai         | The Last Days of Disco | Hap                    | Csőre Gábor     |
| 1999 | Élünk-halunk a szerelemért | Winding Roads          | Mick Simons            |                 |
| 2000 | Zsaru pánikban             | Gun Shy                | Dave Juniper           | Moser Károly    |
| 2000 | Elbaltázott szuperhősök    | The Specials           | Verdict                |                 |
| 2001 | Vénusz és Mars             | Venus and Mars         | Cody Battle Vandermeer |                 |
| 2001 |                            | Trigger Happy          | Bill                   |                 |
| 2005 | Ártatlanság                | Her Minor Thing        | Tom Lindeman           | Selmeczi Roland |
| 2009 |                            | Charlie Valentine      | Danny Valentine        |                 |

### Televízió
| Év        | Magyar cím                   | Eredeti cím                  | Szerep                 | Megjegyzések                                                                         |
| --------- | ---------------------------- | ---------------------------- | ---------------------- | ------------------------------------------------------------------------------------ |
| 1991      | Cosby                        | Bill Cosby Show              | Theo szobatársa        | 1 epizód                                                                             |
| 1992–1995 |                              | Loving                       | Cooper Alden           | 440 epizód                                                                           |
| 1995–1996 |                              | The City                     | Cooper Alden           | 11 epizód                                                                            |
| 1997      | Asteroid – Ránk szakad az ég | Asteroid                     | Dr. Matthew Rogers     | tévéfilm                                                                             |
| 1997      | Kémpárbaj                    | Spy Game                     | James Cash             | 1 epizód                                                                             |
| 1998      | A kolónia                    | The Advanced Guard           | Kevin, fogoly          | - tévéfilm - magyar hangja: - Lippai László                                          |
| 1998      |                              | Jesse                        | Roy                    | 6 epizód                                                                             |
| 1998      |                              | Significant Others           | Ben Chasen             | minisorozat (6 epizód)                                                               |
| 1999      | Bűbájos boszorkák            | Charmed                      | Brendan Rowe           | 1 epizód                                                                             |
| 1999      | Holló – Út a mennyországba   | The Crow: Stairway to Heaven | James Horton           | 1 epizód                                                                             |
| 2000      | A téma a víz alatt hever     | Cabin by the Lake            | Boone                  | tévéfilm                                                                             |
| 2000      |                              | Grapevine                    | Jack Vallone           | 1 epizód                                                                             |
| 2000      | Ally McBeal                  | Ally McBeal                  | Wayne Keeble           | 1 epizód                                                                             |
| 2000–2002 | Sötét angyal                 | Dark Angel                   | Logan Cale             | főszereplő                                                                           |
| 2003      | JAG – Becsületbeli ügyek     | JAG                          | Anthony „Tony” DiNozzo | 2 epizód (8. évad)                                                                   |
| 2003–2024 | NCIS                         | NCIS                         | Anthony „Tony” DiNozzo | - főszereplő (1-13. évad) - vendégszereplő (21. évad) - magyar hangja: - Damu Roland |
| 2004      | Natalie Wood rejtélyes élete | The Mystery of Natalie Wood  | Robert Wagner          | - tévéfilm - magyar hangja: - Sótonyi Gábor                                          |
| 2014      | NCIS: Los Angeles            | NCIS: Los Angeles            | Anthony „Tony” DiNozzo | 1 epizód                                                                             |
| 2015      | NCIS: New Orleans            | NCIS: New Orleans            | Anthony „Tony” DiNozzo | 1 epizód                                                                             |
| 2025      |                              | NCIS: Tony & Ziva            | Anthony „Tony” DiNozzo | főszereplő                                                                           |